# Quillon

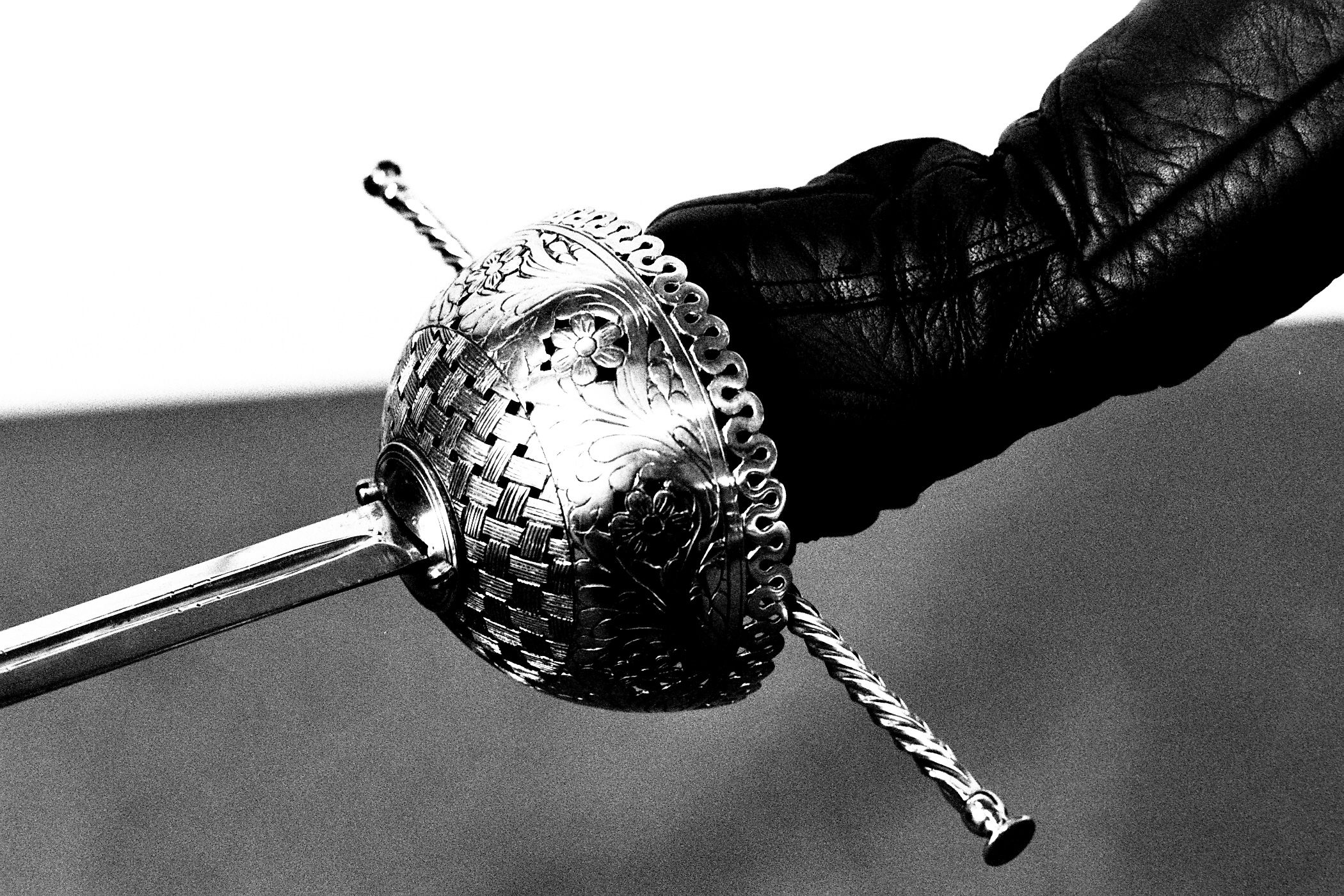
Rapière espagnole, avec deux quillons dépassant de la garde en coquille.

Quillon est un méronyme de garde d’épée : les gardes droites (la garde classique d'une lame médiévale) sont composés de deux quillons (un de chaque côté). Un quillon est une tige issue de la garde de l'épée ou résultant d'un allongement de celle-ci permettant, par sa position perpendiculaire à la lame, de bloquer une lame adverse filant le long de l'épée et ainsi de protéger la main de l'escrimeur. Avec le temps se développe une utilisation plus offensive des quillons, par des techniques d'immobilisation de l'arme adverse, permettant ainsi une contre-attaque ou un désarmement. Les quillons servent également à frapper l'adversaire, notamment lors de la pratique de la demi-épée, utilisant ainsi l'arme telle qu'un marteau. 
Les épées d'estoc plus tardives adoptent, à partir de la rapière, des quillons plus fins, puis plus courts, pour aller dans l'esprit de légèreté et d'efficacité que prônaient les nouvelles gardes de gentilhomme - en squelette et à la Pappenheim, et plus tard, des gardes en coquille (dite en taza pour la rapière espagnole ou à la mousquetaire pour la future épée de cour).